# Lijst van spelers van Chivas USA
Deze lijst omvat voetballers die bij de Amerikaanse voormalige voetbalclub Chivas USA gespeeld hebben. De spelers zijn alfabetisch gerangschikt.

## A
- Juan Agudelo
- Carlos Alvarez
- Juan Pablo Ángel
- Daniel Antúnez
- Esteban Arias
- Eric Avila

## B
- Leandro Barrera
- Adolfo Bautista
- Armando Begines
- Milton Blanco
- Carlos Bocanegra
- Luis Bolaños
- Miler Bolaños
- Carlos Borja
- Félix Borja
- Jonathan Bornstein
- Tristan Bowen
- Andrew Boyens
- Justin Braun
- Bobby Burling
- Preston Burpo

## C
- Danny Califf
- Paolo Cardozo
- Giovani Casillas
- Marvin Chávez
- Chukwudi Chijindu
- Kraig Chiles
- Carlo Chueca
- Jimmy Conrad
- Rene Corona
- José Érick Correa
- Chris Cortez
- Laurent Courtois
- Héctor Cuadros
- Yamith Cuesta
- John Cunliffe
- Jim Curtin

## D
- Bryan de la Fuente
- Mario de Luna
- Dejair Ferreira
- Darío Delgado
- Marco Delgado
- Matt Dunn

## E
- Eric Ebert
- Simon Elliott
- Alecko Eskandarian
- Rodolfo Espinoza
- Víctor Estupiñán

## F
- Gabriel Farfan
- Ryan Finley
- Matt Fondy
- Dani Fragoso
- Jaime Frías

## G
- Maykel Galindo
- Johnny García
- Juan Pablo García
- Sergio García
- Blair Gavin
- Francisco Gomez
- Alan Gordon
- Scott Gordon
- Amado Guevara
- Kevin Guppy
- Brad Guzan

## H
- Anthony Hamilton
- Atiba Harris
- Drew Helm
- Ezra Hendrickson
- Jason Hernandez
- Jhon Kennedy Hurtado

## I
- Marvin Iraheta

## J
- Ante Jazić
- Andrew Jean-Baptiste
- Shalrie Joseph

## K
- Akira Kaji
- Dan Kennedy
- Sacha Kljestan

## L
- Nick LaBrocca
- Michael Lahoud
- Eduardo Lillingston
- Carlos Llamosa
- Tony Lochhead
- Alfonso Loera
- David Lopes
- Aaron López
- Rodrigo López

## M
- José Macotelo
- Maicon Santos
- Giancarlo Maldonado
- Jesse Marsch
- Antonio Martínez
- Thiago Martins
- Gerson Mayén
- Rauwshan McKenzie
- Patrick McLain
- Thomas McNamara
- Edgar Mejía
- Tim Melia
- Francisco Mendoza
- Laurent Merlin
- Oswaldo Minda
- Marcos Mondaini
- Luke Moore
- Jesús Morales
- Julio Morales
- Alejandro Moreno
- Mike Muñoz

## N
- Paulo Nagamura
- Ramón Núñez
- Roberto Nurse

## O
- John O'Brien
- Jesús Ochoa

## P
- Jesús Padilla
- Dan Paladini
- Francisco Palencia
- Lance Parker
- Heath Pearce
- Agustín Pelletieri
- Orlando Perez
- Martín Ponce
- Chris Pozniak
- Steve Purdy

## R
- Ramón Ramírez
- Ante Razov
- Tim Regan
- Nigel Reo-Coker
- James Riley
- José Manuel Rivera
- Martín Rivero
- César Romero
- Osael Romero
- Isaac Romo
- Mauro Rosales

## S
- Marcelo Saragosa
- Keith Savage
- Douglas Sequeira
- Ryan Smith
- Erasmo Solórzano
- Josue Soto
- Trevor Spangenberg
- Bojan Stepanović
- Nathan Sturgis
- Claudio Suárez
- Ryan Suarez

## T
- Carey Talley
- Matthew Taylor
- Shavar Thomas
- Zach Thornton
- Donny Toia
- Arturo Torres
- Érick Torres
- Casey Townsend
- Mariano Trujillo
- Kris Tyrpak

## U
- Michael Umaña

## V
- Peter Vagenas
- John Valencia
- Zarek Valentin
- Lawson Vaughn
- Joaquín Velázquez
- Sasha Victorine
- Wálter Vílchez
- Jorge Villafaña

## W
- Brent Whitfield
- Raphael Wicky

## X Y Z
- César Zamora
- Eriq Zavaleta
- Ben Zemanski
- Sal Zizzo
- Alexandru Zotincă
- Martín Zúñiga